# 水平対向6気筒

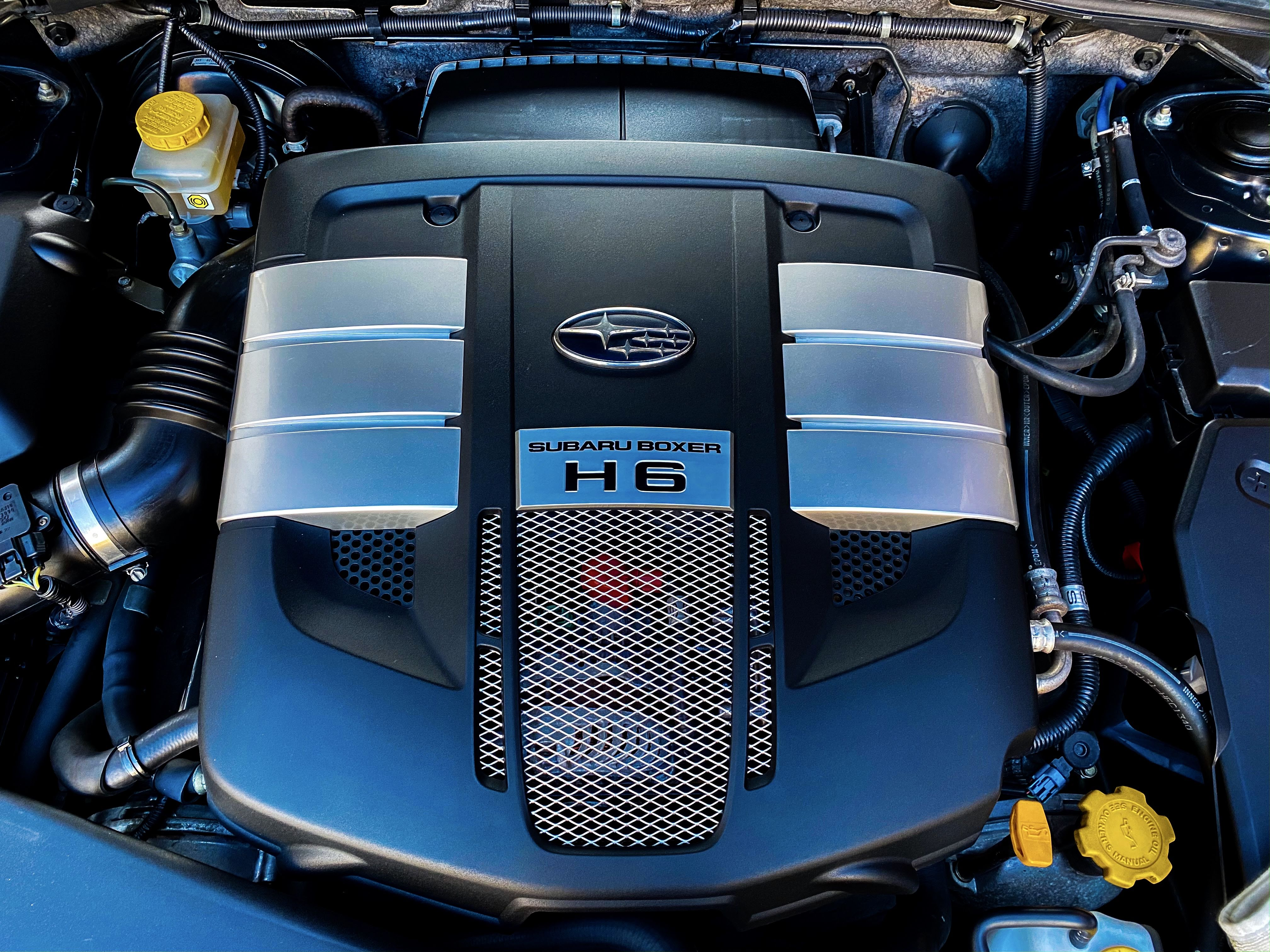
スバル・レガシィのEZ30水平対向6気筒エンジン

水平対向6気筒（すいへいたいこうろっきとう）はレシプロエンジンなどのシリンダー（気筒）配列形式の一つで、6個のシリンダーが3個ずつ水平に対向して配置されている形式である。当記事では専らピストン式内燃機関のそれについて述べる。日本国外ではフラット6（英: Flat-Six）とも呼ばれ、F6と略されることもある。また、ボクサー6（英: Boxer-6）とも呼ばれ、B6と略される場合もある。

## 解説
水平対向6気筒エンジンはV型6気筒と同等の短いエンジン全長を持ちながらも、全高を非常に低くすることが可能なため、全体的に非常に小型で低重心エンジンとなり、車体全体の重心バランスを改善することができる。水平対向6気筒はより多気筒のエンジンであるV型12気筒と比較して、小型でありながら振動面では同様に完全バランスであり、エキゾーストマニホールドなどの排気系統の空間的な制約や熱問題なども起こりにくいため、水平対向エンジンの特性を比較的生かしやすい構成である。
水平対向6気筒は高性能スポーツカーやオートバイにおける空冷エンジンでの使用例も多く、多気筒空冷エンジンの中では比較的実績のある熟成された構成であるが、大きな空冷フィンと強制空冷ファンなどの存在によりエンジンがどうしても大型化してしまう事や、大排気量の空冷シリンダーの製作には高度な加工技術と良質の鋼材が必須となり、必然的に生産にかかる経費が非常に大きくなってしまうことから、今日では一部の航空機用エンジンを除いては空冷式水平対向6気筒が用いられることは少なくなっている。
幅の広い水平対向6気筒エンジンは、車軸位置を避けて前後のオーバーハング部かホイールベース間に搭載されることが多い。直列エンジンより短いため、オーバーハング部に搭載しても前後重量配分に対する悪影響は低減される。フロントに配置する場合、たとえオーバーハング部に収めるとしてもエンジンの広い横幅が仇となり前輪のサスペンションや操舵機構の取り回しには独特の知識と技能が必要となる。これは気筒数によらず水平対向エンジン一般の難点でもある。一方、リアエンジンやリアミッドシップレイアウトでは操舵機構の影響を受けにくい等の理由から、フロントエンジンで問題となる制約から解放されるためこのエンジンの利点を生かしやすい。後軸の重心をできるだけ低く保つ意味でも水平対向6気筒の採用は有効であった。
自動車用の水平対向6気筒エンジンは現在ポルシェとホンダのオートバイ部門が製造するのみとなっている。中でもポルシェは黎明期から現在に至るまで水平対向6気筒を自社の高級スポーツカーに使用し続けていることで世界的に著名である。かつては日本のSUBARUも1980年代から2010年代にかけて、いくどかの生産中断を挟みながらも自社のフラッグシップカーに専用の水平対向6気筒を採用し、水平対向6気筒を採用するメーカーで唯一フロントエンジン・シンメトリカルAWDレイアウトでの車両作りを続けていることが広く知られていた。
過去には多くの自動車メーカーが水平対向6気筒の生産に取り組んでおり、ゼネラルモーターズが1960年代に生産したシボレー・コルヴェアや、自動車デザイナープレストン・トマス・タッカーが心血を注いだタッカー・トーピードで空冷式水平対向6気筒が用いられたことが有名である。また、シトロエン・DSが試作段階で水平対向6気筒を用いたが、これは結局市販されないまま終わっている。

## 利点
水平対向6気筒は左右3つずつのピストンの運動が同一軸上で対向しており、互いのピストンが一次振動、二次振動を打ち消し合うためにV型エンジンよりもエンジンの振動が小さく抑えられる。さらに偶力によるみそすり運動（偶力振動）もキャンセルされる。一般的なV型6気筒はシリンダーバンク（気筒列）に配置されるピストンが奇数でクランクピンを左右バンクで共有するため、直列3気筒と同様に偶力振動が発生することになるが、水平対向6気筒はクランクピンを共有せず、180°位相のずれた直列3気筒を左右に組み合わせたような構造のため、左右バンクで発生した偶力振動が相殺されるかたちになる。
すなわち水平対向6気筒は、エンジン全長の長い直列6気筒と同様に一次振動、二次振動、偶力振動ともバランスする振動特性のよいエンジンであり、エンジン全長の近いV型6気筒のようなバランスシャフトを設ける必要がないことから、必然的に小型軽量かつ低振動の理想的なエンジンとなる。
このため、水平対向6気筒は一般市販車両よりも高出力で高価なスポーツカーやフラッグシップカー、クルーザー型オートバイや軽飛行機で多く用いられる。

## 航空機での使用

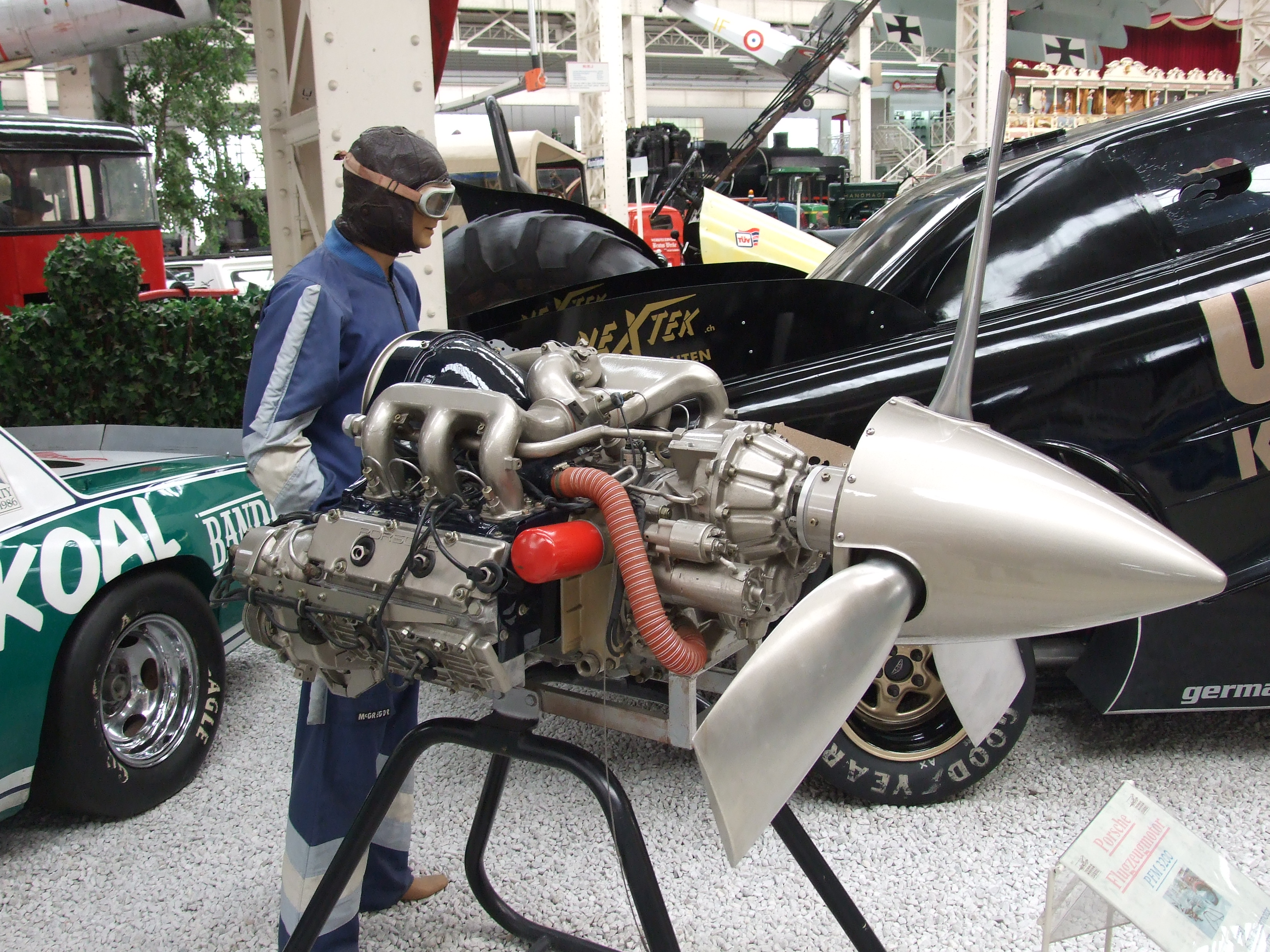
シュパイアー技術博物館所蔵のポルシェ・PFM3200エンジン

航空用エンジンとして空冷式で良好な冷却性能を有していた星型エンジンはその大きな前面投影面積により空気抵抗が大きかったため、第二次世界大戦後小型機の分野では水平対向型エンジンに代わった。レシプロエンジンの需要が限られるため現代ではライカミング・エンジンズとコンチネンタル・モータースがシェアを二分している。両社のエンジンは基盤となる水平対向4気筒にコンポーネント化されたシリンダーを追加していくことで多気筒化に対応しており、ドライサンプや燃料噴射装置付きなどのバリエーションも存在する。
こうした方法で生産される水平対向6気筒は振動の少ない滑らかな感覚が特徴で、ライカミングのO-54とコンチネンタルのIO-550が多く利用されている。エンジン中央に位置するシリンダーの冷却が厳しいことが欠点としてあげられるため、機体のカウリングに工夫が施されている。
1980年代にはポルシェ社が911のエンジンを基盤にしたポルシェ PFM3200エンジンで航空エンジン市場に参入したが、参入時期の小型航空機市場低迷に直撃し、80基あまりを製造したのみで1991年に市場撤退した。

## 自動車での使用

### シボレー

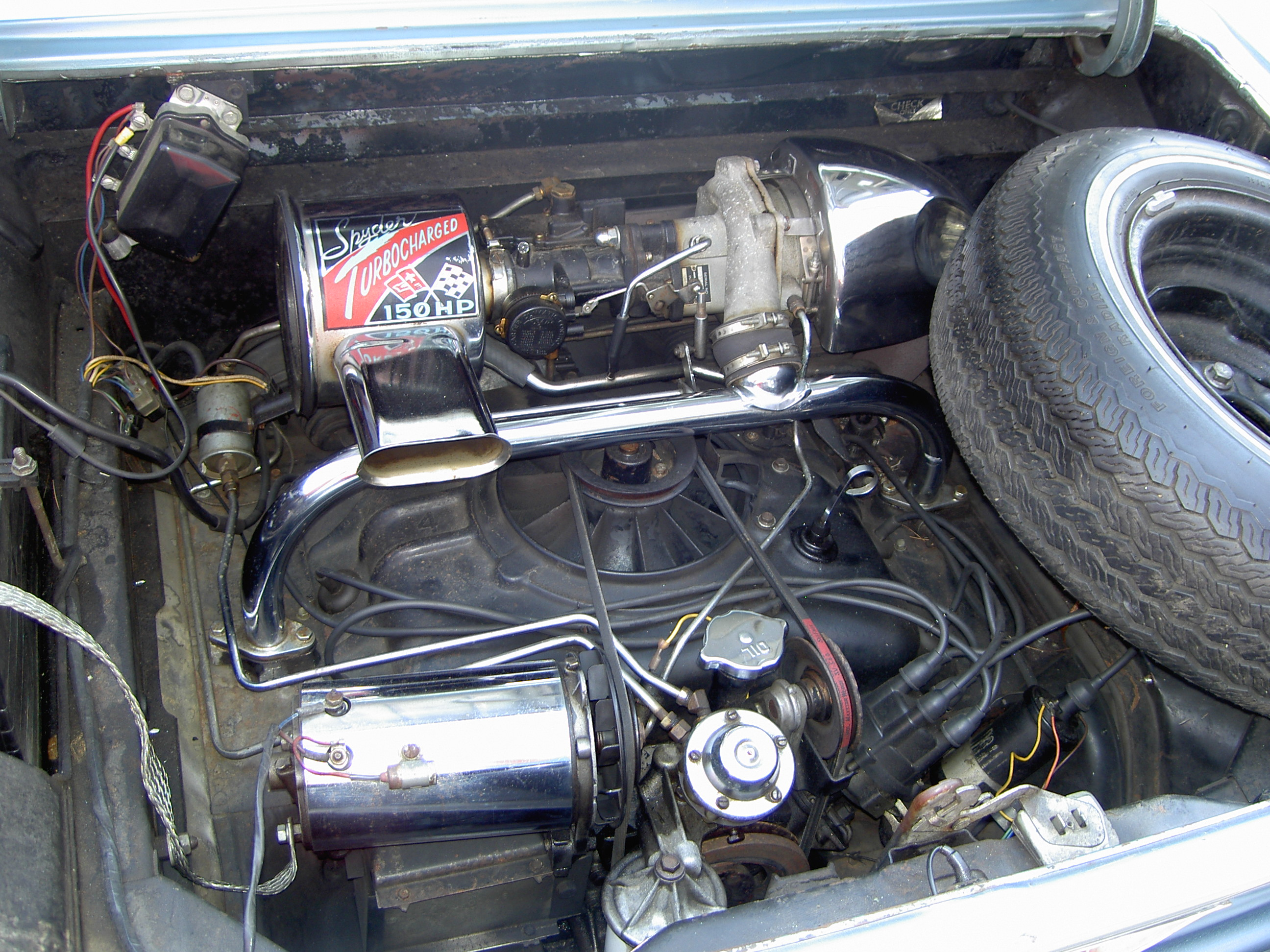
シボレー・コルヴェアの水平対向6気筒。画像は後期型のターボチャージャー搭載エンジン。

ゼネラルモーターズ（GM）は1959年、シボレーブランドで発売するコルヴェアに強制空冷式の水平対向6気筒エンジンを搭載した。
コルヴェアはフォルクスワーゲン・タイプ1（ビートル）のような大衆車を指向したモデルであり、タイプ1を参考にリアエンジンレイアウトを採用した。当時のアメリカ市場の動向に合わせ、直列6気筒級のエンジンを主要な競合相手と想定して開発されたために、当時の水平対向4気筒の生産技術では振動や出力の面で既存の6気筒エンジンに対抗できないと判断され、コルヴェアのエンジンには水平対向6気筒が採用される運びとなった。これはアメリカ車としては非常に珍しい事例であるが、エンジンの生産コストが極めて膨大なものとなったため、エンジン以外の部分で大きなコスト削減を迫られることになった。加えて、リアエンジンレイアウトとスイングアクスルサスペンションの組み合わせによって極端にリアヘビーな特性となってしまい、スタビライザーなども備えられていなかったために、オーバーステアが生じて扱いにくいハンドリング特性となってしまった。
GMではオーバーステア対策の一環として、前軸と後軸のトラクションをできるだけ均一化するために、極端に前輪の空気圧を下げることを推奨した。しかし、コルヴェアのユーザーの多くはこの対策を見過ごし、スピンや横転といった事故の事例は日に日に積み重なっていくことになった。このようなコルヴェアの貧弱なハンドリング特性とGMの会社体質の杜撰さは、1965年のラルフ・ネーダーの著書『どんなスピードでも自動車は危険だ』で糾弾されるところとなり、コルヴェアの評判は地に堕ちる結果となった。ネーダーの告発は後にのアメリカ合衆国の自動車安全基準が強化される契機ともなった。
後にGMはコルヴェアの欠陥の改善に注力することになり、コルベットのメカニズムや部品をコルヴェアに流用する形でハンドリングの改善に努めたが、大衆がコルヴェアに抱いた安全性に対する悪印象はその後も消えることはなかった。加えて独自性の強い設計が祟り、水平対向6気筒以外のエンジンが搭載できず、ラインナップの拡充も困難な状況であった。既存の水平対向6気筒をベースとした水平対向10気筒エンジンの開発は行われたものの試作のみに留まり、結局コルヴェアは1969年をもって生産終了となった。

### ポルシェ

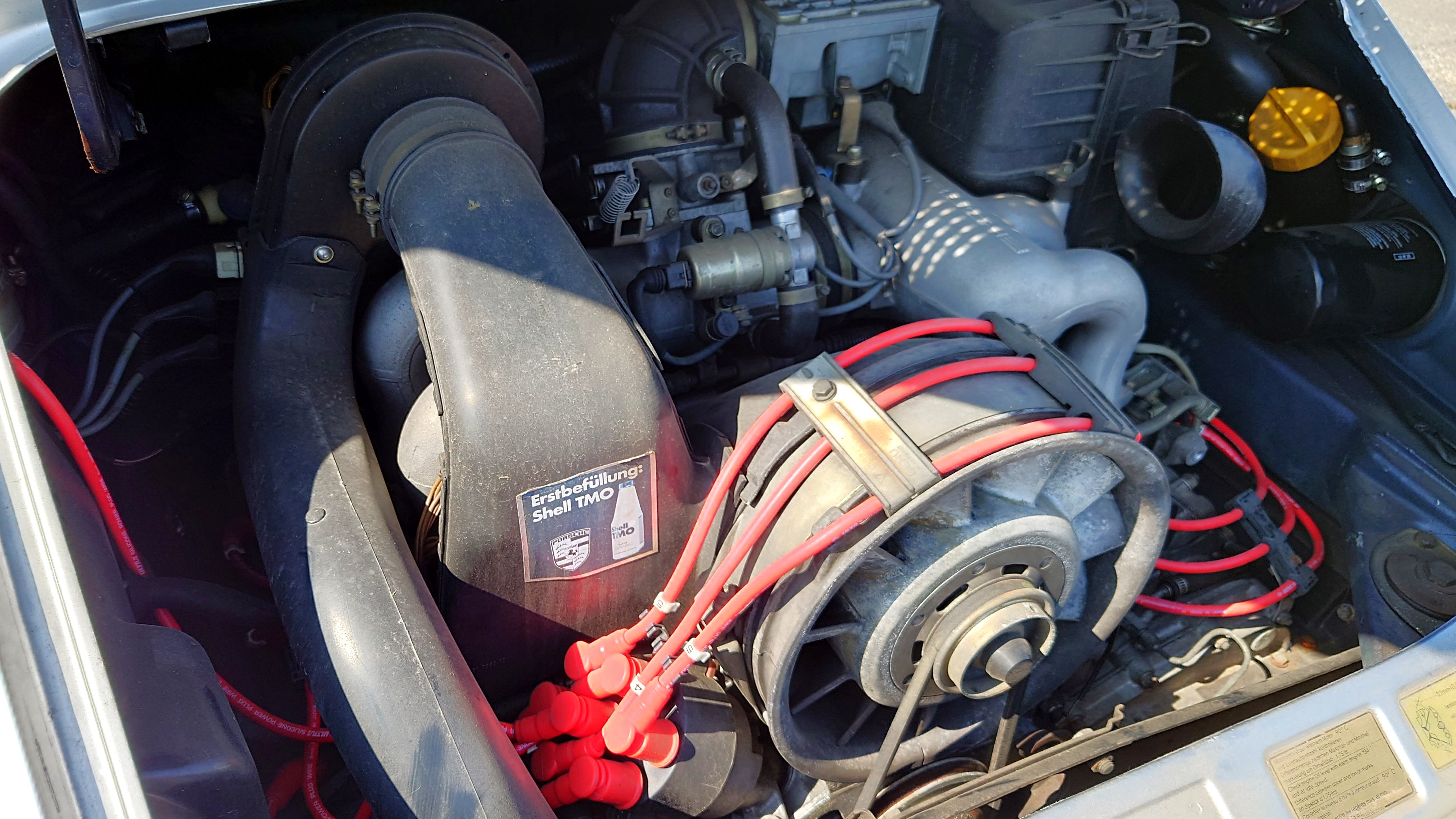
ポルシェ911の水平対向6気筒。画像はノンターボの930型911カレラ搭載エンジン。

ポルシェは水平対向6気筒を搭載した車両を販売する最も著名なメーカーである。1963年にそれまでのOHV水平対向4気筒エンジンの356から次世代の高性能スポーツカーに転換を迫られた際、ポルシェはリアエンジンレイアウトの強制空冷式2.0 L SOHC水平対向6気筒エンジンを搭載した911を世に送り出した。
初期型の911はシボレー・コルヴェアと同様に重いリアエンジンレイアウト故のオーバーステア傾向がハンドリングの問題点となっており、高速コーナリング時にはあまりにも速くフロントが旋回するため、適宜カウンターステアを当ててスピンを防止する運転技術が必須であった。このような扱いにくいステアリングは時に横転などの大事故に発展する可能性が高く、大衆車のコルヴェアにおいてはラルフ・ネーダーの激しい糾弾を受ける要因ともなったが、911の場合は富裕層の中でもレーシングドライバーなどの特別に運転技術が高い人物が主要顧客層であったためにステアリング特性の厳しさはさほど問題視されず、むしろ腕に覚えのあるドライバー達を大いに刺激する要素となった。しかし、技術が未熟なドライバーやフロントエンジンでアンダーステア傾向に味付けされた車両しか経験のないドライバーにとっては極めてハードルの高い車両であり、高速コーナリング時に不用意にスロットルを粗く煽ったり、躊躇してブレーキを踏んだ瞬間にスピンして事故を起こしてしまうことがしばしばあった。
ポルシェはその後50年以上にわたって911シリーズを生産し続けており、特にサスペンションの絶え間ない改良によって、現代の911はかつてのオーバーステア傾向は影を潜めており、さらにトラクションコントロールなどの電子制御によって、比較的経験の少ないドライバーでも安全に高速走行を楽しめる車両となっている。
911は自動車史上最も長く生産され続けている自動車のモデルの一つであり、今日のモデルも基本的なコンセプトは初代のそれを踏襲し続けている。初期型の2.0 L、130 psの水平対向6気筒エンジンは度重なる排気量増大により、最終的には1997年の993型（空冷エンジンの最終モデル）で3.8 L、300 psまで改良が行われた。1998年からは水冷化という大きな転換点を迎えるが、その後も改良は続けられ、現在では4.0 L自然吸気で500 psオーバーという高性能を発揮するに至っている。
ポルシェの現行ラインナップにおいて、水平対向6気筒のみを搭載するモデルは911が唯一である。かつてはボクスターやケイマンにも水平対向6気筒を搭載していたが、現行の718シリーズでは一部を除き水平対向4気筒が主力となっている。
ポルシェが得意としてきた耐久レースのプロトタイプレーシングカーでも、グループ6時代の936からLMGT1時代の911 GT1まで水平対向6気筒が採用されており、ル・マン24時間レースでポルシェは歴代勝利数において全メーカー中1位の金字塔を打ち立てている。またGTクラスで長らくベース車両として用いられている911も2021年現在まで一貫して水平対向6気筒である。

### SUBARU

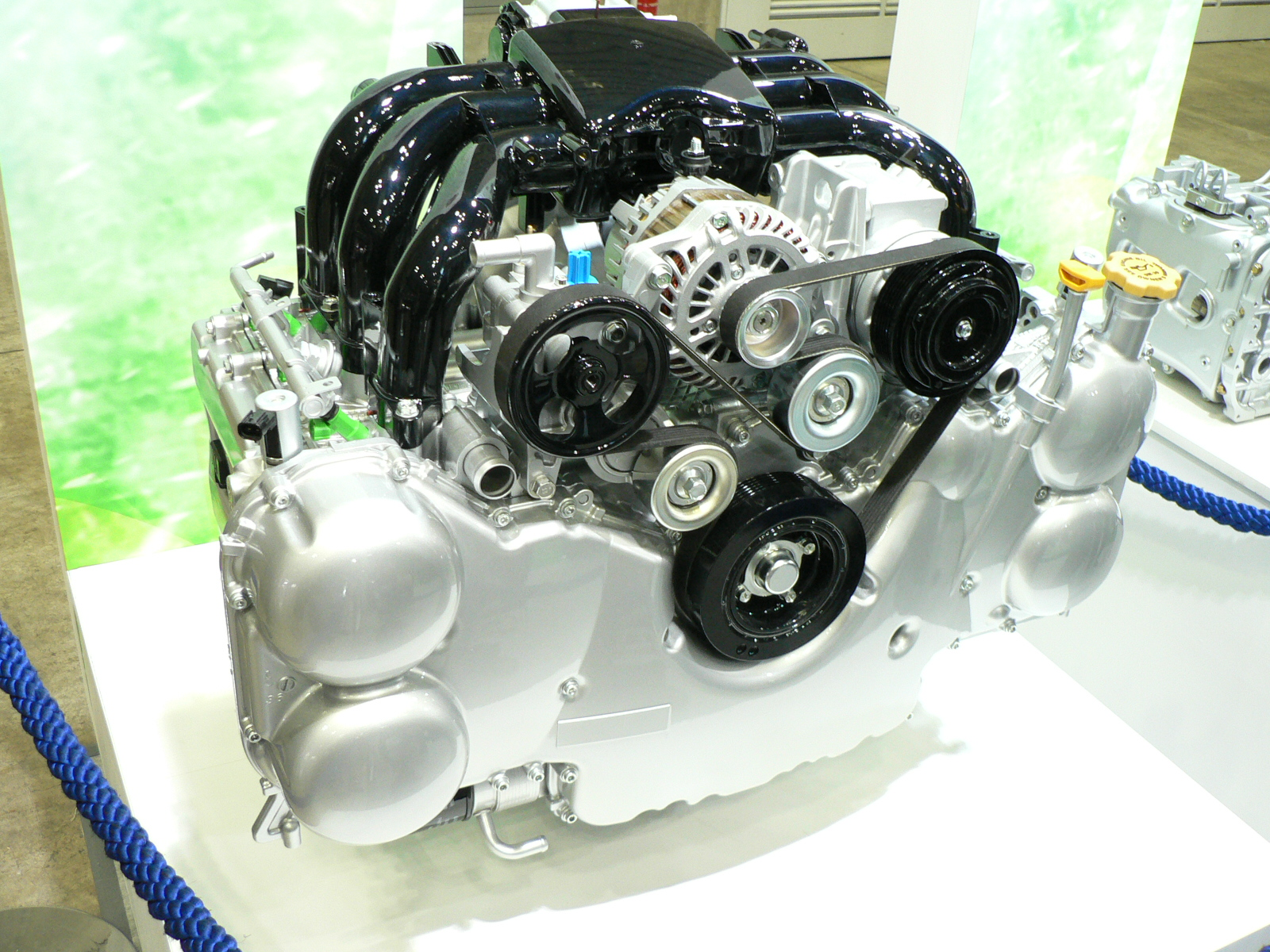
スバル・EZ36

富士重工業（現SUBARU）の自動車製造部門は、発足当時から水平対向エンジンを主力車種に採用し続けており、一貫して縦置きエンジンでの前輪駆動に水平対向4気筒エンジンを組み合わせる車体設計を踏襲し続けていることが特徴である。このような車体構成は一般化したジアコーサレイアウト（横置きエンジンでの前輪駆動）よりも全体的な製造経費が高くなる傾向はあるが、トランスミッションにトランスファーを併設する事で比較的容易に全輪駆動（AWD）に発展させられるという特徴がある。これにより、SUBARUは現在に至るまでAWDを主力とするメーカーとして広く認知されている。
SUBARUは水平対向エンジンの歴史の中で、既存の水平対向4気筒エンジンを拡大再設計した水平対向6気筒エンジンを、旗艦車種と共に市場に投入してきた。水平対向6気筒エンジンが初めて搭載された車種は1987年のアルシオーネである。アルシオーネに搭載されるER27型エンジンは、ベースとなったレオーネに搭載される水平対向4気筒の1.8 L EA82型エンジンに2気筒を追加して2.7 Lとしたものである。しかし、アルシオーネの斬新なコンセプトは販売面で苦戦を強いられた。
1991年には後継となるアルシオーネSVXが登場。240 psを発揮するEG33型3.3 L水平対向6気筒エンジンが搭載された。このエンジンはレガシィ ブライトン220用のEJ22型水平対向4気筒SOHC16バルブ2.2 Lエンジンをベースに2気筒を追加し、ヘッドを狭角DOHC化したものである。しかし、アルシオーネSVXも技術的には非常に先進的な機構を持ちながらも先代同様販売面で苦戦し、わずか数年で生産終了となった。
SUBARUの水平対向6気筒エンジンが真の意味で市場に受け入れられ、名実共に旗艦エンジンとして定着したのはアルシオーネSVXの生産終了から4年余りが経過した2000年、3代目レガシィのトップグレード「ランカスター6」と共に市場に投入されたEZ型エンジンからである。EZ型エンジンはその後もトライベッカやレガシィアウトバックなどに搭載されたが、2019年のレガシィシリーズのフルモデルチェンジで水平対向4気筒のFA型エンジンに置き換えられ、ラインナップから消滅した。
なお、SUBARUは自社製の水平対向6気筒にHorizontal-6を意味するH6という略称を名付けているが、H型エンジンとは関係がない。

### ホンダ

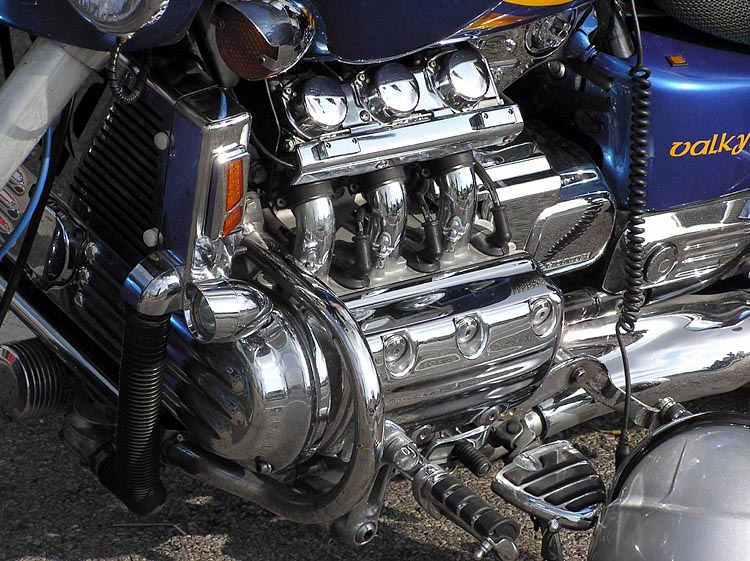
ホンダ・ワルキューレの水平対向6気筒

ホンダのオートバイ製造部門は米国現地法人が製造する海外向け高級オートバイのホンダ・ゴールドウイングとホンダ・ワルキューレルーンに水平対向エンジンを採用している。水平対向6気筒が追加されたのは1988年式ゴールドウイングからで、両者とも静粛性を重視したシャフトドライブを採用していることが特徴である。ゴールドウイングはもともと高速域での巡行を快適に行うことを目的に開発されたオートバイであり、スポーツモデルや欧州型のツアラーなどのオートバイとはエンジンに求められるコンセプト自体が全く異なるため、過去の直列6気筒エンジン搭載車での開発経験も踏まえ、振動面での優位性やエンジンのコンパクト化に利点が大きい水平対向6気筒が特別に採用されている。必然的にアメリカ本国ではハーレーダビッドソンを上回る価格が付けられる超高級オートバイとなっている。